# Ambrózy-Migazzi István

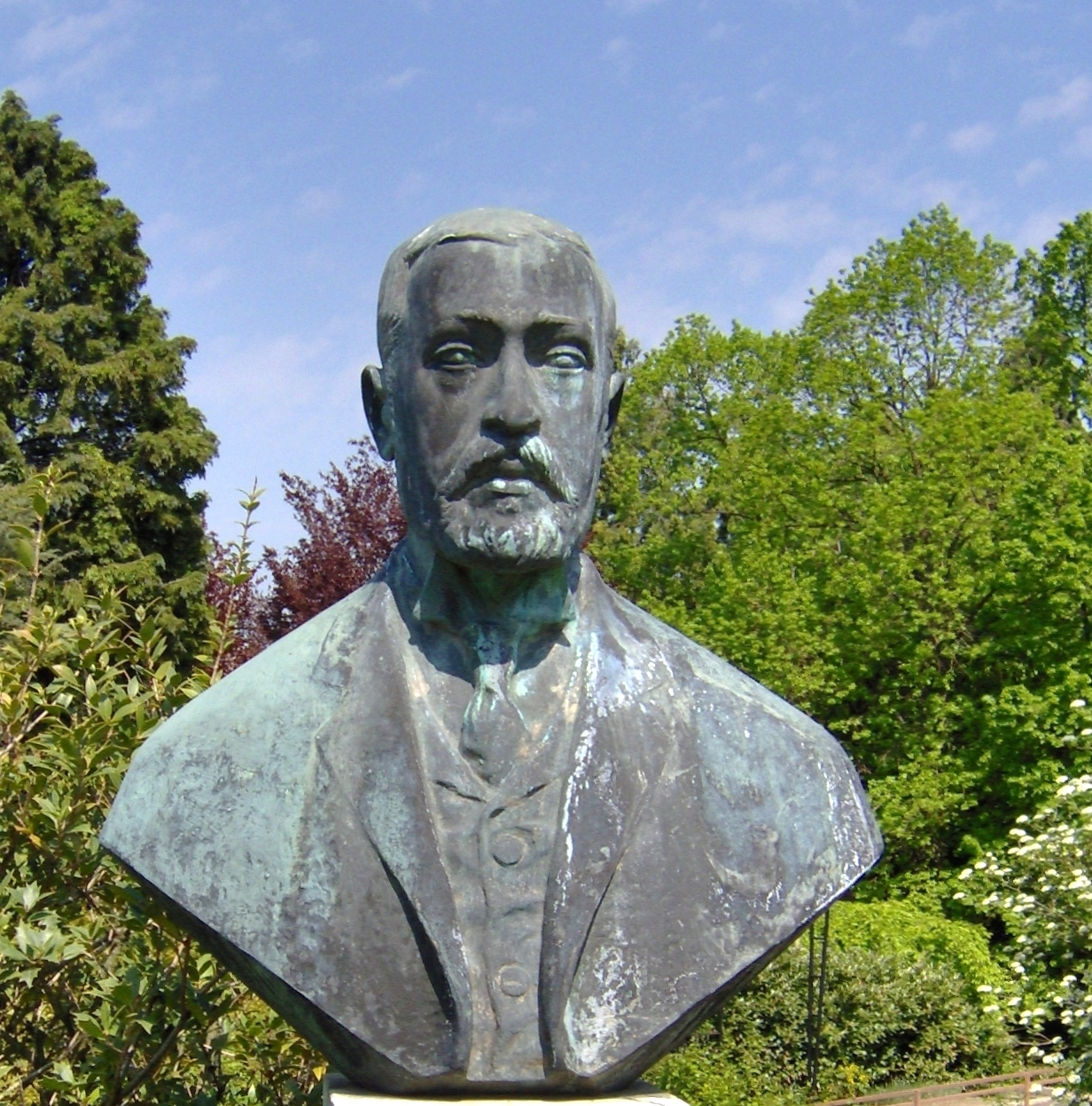
A gróf szobra a malonyai arborétumban.

Sédeni gróf Ambrózy-Migazzi István (Nizza, 1869. március 5. – Tana, 1933. augusztus 31.) jogász, dendrológus, botanikus, a „virágos gróf”. A malonyai és jeli arborétum megalapítója. Az életcélja az „örökké zöldellő kertek”-nek a mi természeti adottságaink közötti megvalósítása volt.

## Életpályája

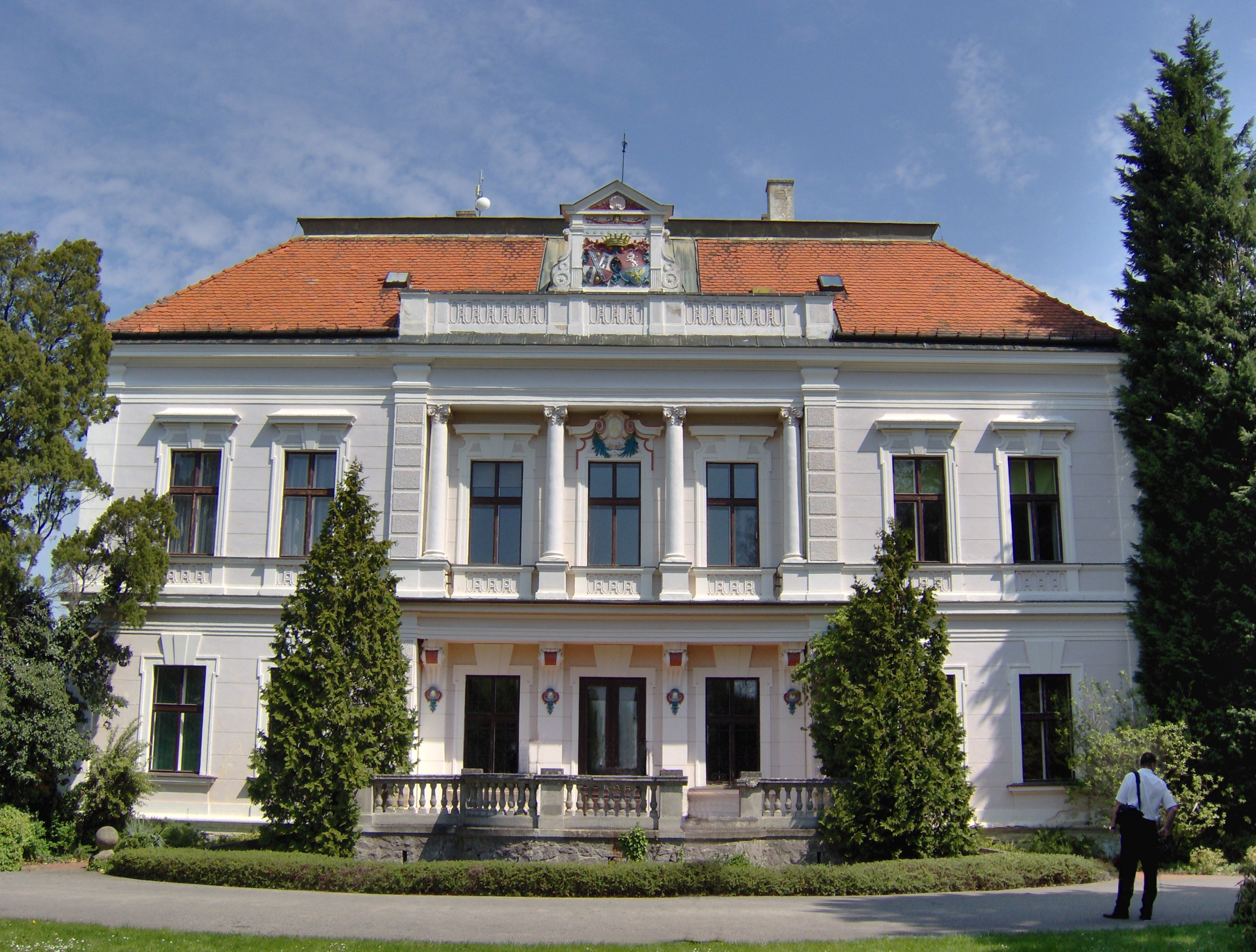
A malonyai kastély

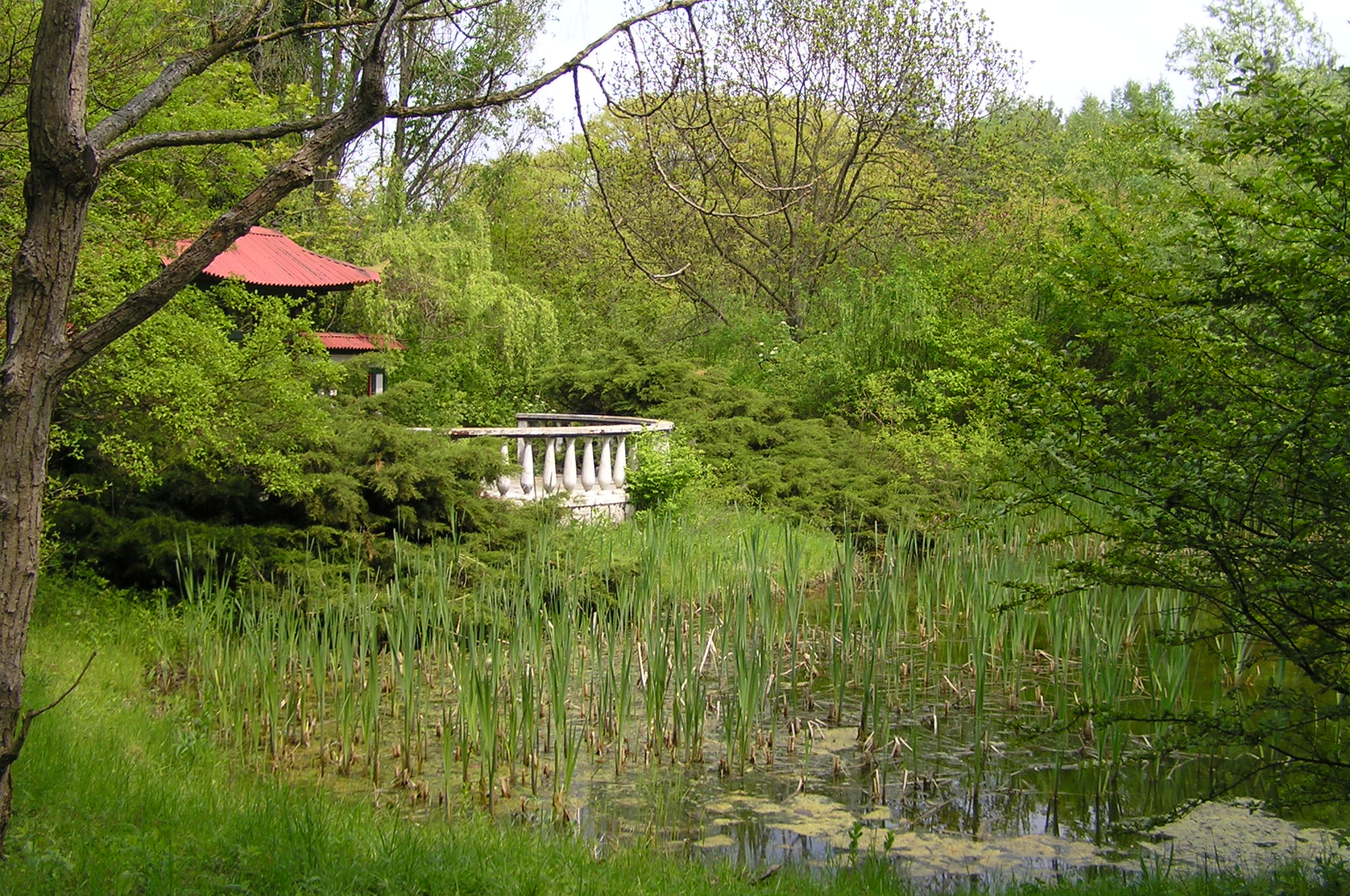
A malonyai arborétum pagodája

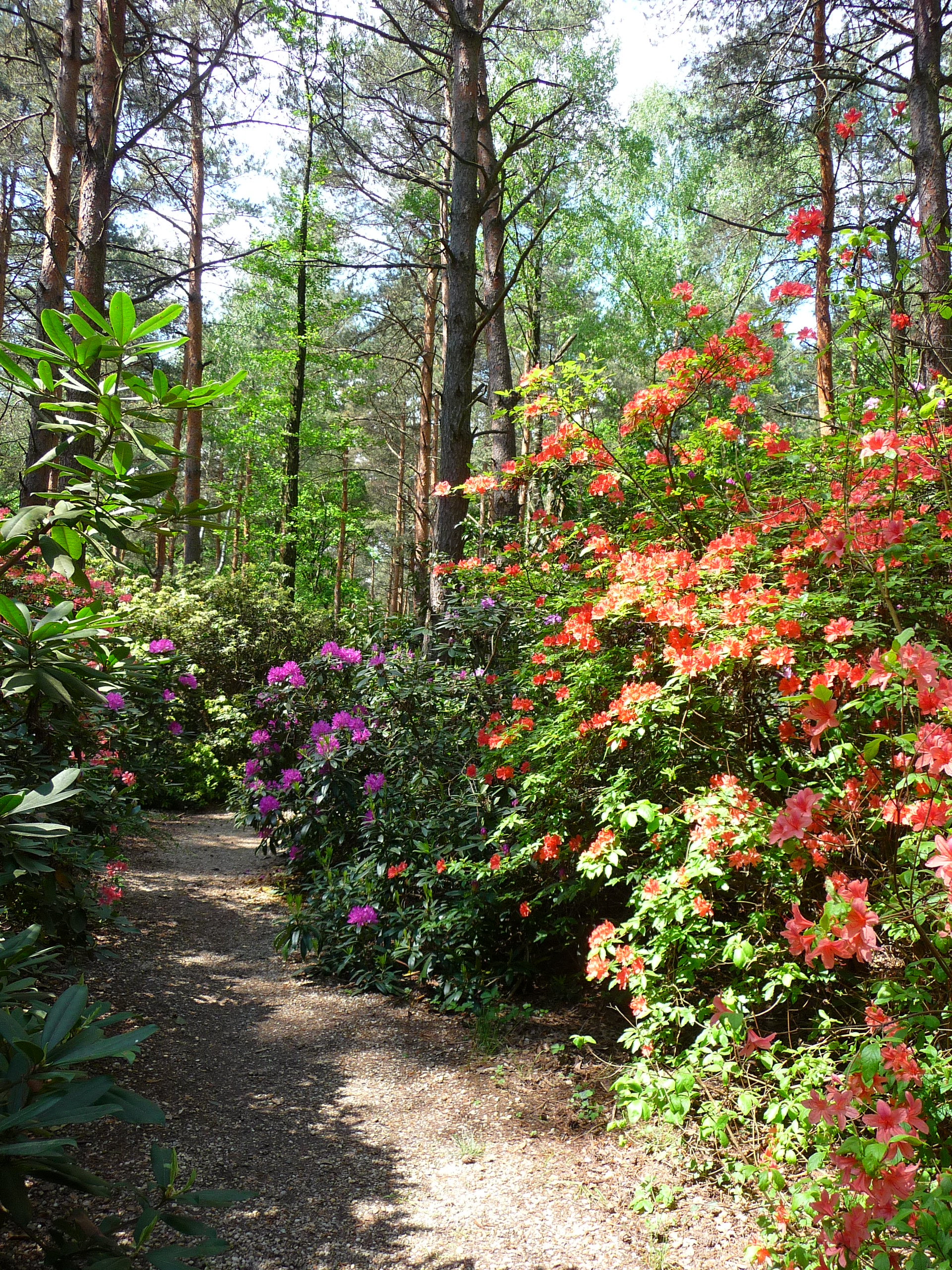
A jeli arborétum

A Vas vármegyei családi birtokon, Tana községben nőtt fel, a természetet itt ismerte és szerette meg. Édesanyja Erdődy Agáta grófnő volt, aki az Erdődy család kertészkedő szenvedélyét örökítette át fiára. Így Ambrózzy-Migazzi István már a teljes pompájában virágzó vépi park látványát is élvezte, s feltételezhető, hogy e park a gróf további munkájában is meghatározó szerepet játszott.  Leginkább a botanika varázsolta el, ilyen irányú tanulmányokat folytatott Bécsben, Löwenben és Budapesten. Külföldön jogot tanult, sokat utazott, így ismerkedett meg egy-egy mediterrán régió, illetve speciális mikroklímájú térség (például Anglia, Algéria, a Genfi-tó) gazdag növényvilágával. A botanikával csak kedvtelésből foglalkozott, földbirtokos, sédeni, remetei, walli és sonnenthurmi gróf, a felsőőri kerület országgyűlési képviselője, felsőházi tag volt egy személyben.
1892-ben feleségül  vette Migazzi Antónia grófnőt, nevének második tagja innen származik. Felesége felvidéki, malonyai birtokán próbálkozott növények százainak telepítésével, botanikai kísérletezéssel. A Felsőmagyarországi Közművelődési Egyesület tevékeny tagja volt. 1914-ben hazautazott édesanyja temetésére – és a háború illetve a trianoni békeszerződés után soha többé nem tért vissza félbemaradt munkájához. Tartalékos huszárkapitányként részt vett az első világháborúban. 1920-tól 1922-ig a felsőőri kerület nemzetgyűlési képviselője a KNEP programjával.
1922–1933 között hozta létre Kám község mellett a jeli arborétumot.
Sírhelyét ő maga jelölte ki az arborétum közelében, kriptáján olvasható jelmondata, amely fő életcéljával megegyezett: Semper vireo – örökké zöldellek.

## Botanikai munkássága
A mediterrán növényvilágot tanulmányozva legfőképpen azt kutatta, hogyan lehetne a más-más lomblevelű örökzöldeket és egyéb, az enyhébb éghajlatot kedvelő növényeket megtelepíteni szárazföldi(kontinentális) klímájú birtokán. Először Malonyán, felesége  birtokán kezdte meg az intenzív kísérletezést, növények százainak telepítését. Az első világháború és Trianon miatt nem folytatta munkáját, mégis maradandót alkotott. Hazai birtokára visszatérve, a Kemeneshát mikroklímáját megfelelő telepítéssel alkalmassá tehetővé találta olyan növények meghonosítására, mint a fenyőfélék, tuják, buxusok, páfrányok. Itt figyelt fel olyan életközösségekre, mint a borókás nyíresek, csarabosok, és a Koponyás-patak völgyének mikroklímájára, a Hétforrás környékének bükkfáira, ciklámenjeire. Eredetileg Tömördön kezdett kísérletezni egzotikus növények meghonosításával a település határában lévő Nyakas-puszta (Nándor-major) birtokon. (Ma: Ambrózy-erdő) 1922-ben 5 hektáros területen, a Jeli Hálásnak nevezett helyen kezdte meg a mai arborétum kialakítását. Az arborétum létesítésekor a terület jó része birkalegelő, lápfoltokkal tarkított nyíres fenyér volt. A legeltetés megszűnése után az eredeti vegetáció újjáéledt, a gróf óriási botanikai ismereteinek köszönhetően, erre a szukcessziós folyamatra építve, de azt jelentősen befolyásolva új növények ültetésébe kezdett. Először a hagymás és rizómás növényeket szaporította el, majd a Rododendronok ültetését is elkezdte, amelyek napjainkig díszítik az arborétumot.
Vasszécsenyben iskola neve és – 2006 óta – a jeli arborétumban emlékház őrzi emlékét.